# Auengrund
Auengrund é um município da Alemanha localizado no distrito de Hildburghausen, estado da Turíngia.
Auengrund é a Erfüllende Gemeinde (português: municipalidade representante ou executante) do município de Brünn.